# James Bickford
James John Bickford, noto Jim (Lake Placid, 2 novembre 1912 – Rainbow Lake, 3 ottobre 1989) è stato un bobbista statunitense.

## Biografia
Ai V Giochi olimpici invernali (edizione disputatasi nel 1948 a Sankt Moritz, Svizzera) vinse la medaglia di bronzo nel Bob a quattro con i connazionali Thomas Hicks, Donald Dupree e William Dupree partecipando per la nazionale statunitense I, meglio di loro la nazionale belga a l'altra statunitense (medaglia d'argento e medaglia d'oro).
Il tempo totalizzato fu di 5:21,5  la distanza dagli altri due tempi fu breve: 5:20,1, e 5:21,3.
Inoltre ai campionati mondiali vinse due bronzi e una medaglia d'argento:
- Campionati mondiali di bob 1937, medaglia di bronzo nel bob a quattro con Donald Fox, Clifford Gray e Bill Dupree;
- Campionati mondiali di bob 1949, medaglia d'argento nel bob a quattro con Henry Sterns, Pat Buckley e Donald Dupre;
- Campionati mondiali di bob 1954, medaglia di bronzo nel bob a due con Stanley Benham